# Toleman TG183
O TG183/TG183B é o modelo da Toleman das temporadas: 1982, 1983 e 1984. O TG183 foi utilizado nas duas últimas provas da temporada de 1982 e o TG183B na temporada completa de 1983 e utilizado também da primeira até a quarta prova da temporada de 1984 de Fórmula 1. Condutores: Derek Warwick, Bruno Giacomelli, Ayrton Senna e Johnny Cecotto. No GP da Holanda de 1983, Warwick chegou em 4º lugar e marcou seus primeiros 3 pontos na carreira e também para o time e no GP da África do Sul de 1984 que Senna marcou seu primeiro ponto ao terminá-la em 6º lugar.
Em 9 de novembro de 1983, com o chassi TG183B, motor Hart L4 turbo, Ayrton Senna pilotou pela primeira vez um carro com motor turbo no circuto de Silverstone. Senna pilotou no perído da manhã com o tempo de 1min 12seg 40 e na tarde, baixou o tempo quando fez 1min 11seg 50, tempo melhor do que o de Derek Warwick com 1min 12seg 52 na classificação do GP da Grã-Bretanha em julho daquela temporada (1983). Entretanto esse tempo feito por Warwick, foi feito com pneus de classificação e com pressão no turbo em 30º graus, enquanto que Senna jamais usou acima de 26º graus e usou pneus normais de competição.
Assim que Senna parou o carro nos boxes após os testes, o entusiasmo da escuderia foi geral, pois Warwick, que pilotou esse carro, jamais conseguiu fazer os tempos de Ayrton naquela quarta-feira em Silverstone.
Na sexta-feira, 9 de dezembro de 1983, Londres, Inglaterra, Ayrton Senna assinou contrato com a Toleman para a temporada de 1984. A opção por essa escuderia, deveu-se à amizade do piloto brasileiro com Alex Hawkridge, chefe da equipe e diretor do grupo, que acompanha sua carreira desde os primeiros dias na Europa. Outro fator que prevaleceu na escolha de Senna está ligado no "nacionalismo" de alguns patrocinadores, que exigem sempre um piloto de seu país para correr nos carros que levam suas marcas.

## Cronologia do TG183/TG183B
1982 - TG183  : Derek Warwick nas últimas duas provas da temporada: Itália e Las Vegas.
1983 - TG183B : Derek Warwick e Bruno Giacomelli.
1984 - TG183B : Ayrton Senna e Johnny Cecotto até a quarta etapa, o GP de San Marino.

## Resultados[4][5]
| Ano  | Chassi | Motor              | Pneus | Nº | Pilotos          | 1   | 2   | 3   | 4   | 5   | 6   | 7   | 8   | 9   | 10  | 11  | 12  | 13  | 14  | 15  | 16  | Pontos | Posição  |  |
| ---- | ------ | ------------------ | ----- | -- | ---------------- | --- | --- | --- | --- | --- | --- | --- | --- | --- | --- | --- | --- | --- | --- | --- | --- | ------ | -------- |  |
|      |        |                    |       |    |                  |     |     |     |     |     |     |     |     |     |     |     |     |     |     |     |     |        |          |  |
|      |        |                    |       |    |                  | RSA | BRA | USW | SMR | BEL | MON | USE | CAN | NED | GBR | FRA | GER | AUT | SUI | ITA | LVS |        |          |  |
| 1982 | TB183  | Hart 415T L4 turbo | P     | 35 | Derek Warwick    |     |     |     |     |     |     |     |     |     |     |     |     |     |     | Ret | Ret | 01     | NC (16º) |  |
|      |        |                    |       |    |                  |     |     |     |     |     |     |     |     |     |     |     |     |     |     |     |     |        |          |  |
|      |        |                    |       |    |                  | BRA | USW | FRA | SMR | MON | BEL | USE | CAN | GBR | GER | AUT | HOL | ITA | EUR | RSA |     |        |          |  |
| 1983 | TG183B | Hart 415T L4 turbo | P     | 35 | Derek Warwick    | 8   | Ret | Ret | Ret | Ret | 7   | Ret | Ret | Ret | Ret | Ret | 4   | 6   | 5   | 4   |     | 10     | 9°       |  |
| 1983 | TG183B | Hart 415T L4 turbo | P     | 36 | Bruno Giacomelli | Ret | Ret | 13  | Ret | NQ  | 8   | 9   | Ret | Ret | Ret | Ret | 13  | 7   | 6   | Ret |     | 10     | 9°       |  |
|      |        |                    |       |    |                  |     |     |     |     |     |     |     |     |     |     |     |     |     |     |     |     |        |          |  |
|      |        |                    |       |    |                  | BRA | RSA | BEL | SMR | FRA | MON | CAN | USE | DAL | GBR | GER | AUT | HOL | ITA | EUR | POR |        |          |  |
| 1984 | TG183B | Hart 415T L4 turbo | P     | 19 | Ayrton Senna     | Ret | 6   | 6   | NQ  |     |     |     |     |     |     |     |     |     |     |     |     | 2 (16) | 7°       |  |
| 1984 | TG183B | Hart 415T L4 turbo | P     | 20 | Johnny Cecotto   | Ret | Ret | Ret | NC  |     |     |     |     |     |     |     |     |     |     |     |     | 2 (16) | 7°       |  |

↑1  Utilizou o TG181B nos GPs: África do Sul e Brasil com Teo Fabi e o TG181C nos GPs: África do Sul até Suíça com Derek Warwick e do GP: Oeste dos Estados Unidos
até Las Vegas com Fabi.
↑2  Do GP da França até o final do campeonato, utilizaram o TG184 marcando 14 pontos (16 no total).